# Antonio Alveario
Antonio Alveario (né à Messine le 29 juillet 1963) est un acteur italien.

## Biographie
Antonio Alveario a suivi une formation à l'école de théâtre Inda de Syracuse (cours '86/'88). Il a fait carrière dans la société de Leo de Berardinis (it) avec qui il a travaillé de 1993 à 1999, puis dans la société Katzenmacher d'Alfonso Santagata (it) de 2004 à 2012. Il travaille souvent au théâtre avec Ninni Bruschetta qui lui confie des rôles principaux. Il convient de mentionner une  expérience avec Carlo Cecchi au Teatro Garibaldi de Palerme dans Mesure pour mesure de William Shakespeare qui lui permet de participer en juillet 2000 au Festival Grec de Barcelone. Il a fait ses débuts au cinéma avec Francesco Calogero (it) en 1987 dans  La gentilezza del tocco. En 2013 il a joué dans le film La mafia tue seulement en été (La mafia uccide solo d'estate) dans le rôle de Totò Riina. En 2020, il a fait partie du casting de la série ZeroZeroZero basée sur le roman du même nom de Roberto Saviano.

## Filmographie partielle
- 1987 : La gentilezza del tocco (it) de Francesco Calogero.
- 2006 : Agente matrimoniale (it) de Christian Bisceglia (it).
- 2013 : La mafia tue seulement en été (La mafia uccide solo d'estate) de  Pierfrancesco Diliberto.
- 2016 : Bienvenue en Sicile (In guerra per amore) de Pierfrancesco Diliberto.
- 2020 : Il delitto Mattarella de Aurelio Grimaldi.